# 伊勢河崎商人館
伊勢河崎商人館（いせかわさきしょうにんかん）は、江戸時代中期に創業された老舗酒問屋「小川酒店」を修復整備し、商人の町河崎 (伊勢市)の往時の風情を残しながら歴史文化交流拠点として再生した施設である。2001年（平成13年）に12棟の建物が国の登録有形文化財に登録された。 

## 概要
江戸時代・明治時代に建築された蔵7棟、町屋 (商家)2棟からなる。江戸時代中期の創業から1999年（平成11年）まで営業した酒問屋「小川酒店」の建物を修復整備し、河崎 (伊勢市)の歴史文化交流拠点として再生した施設で、商人の町・河崎 (伊勢市)の往時の風情を残す貴重な文化遺産である。歴史的建造物の保存・公開による文化的活用、市の新たな交流拠点としての活用、市民主体によるまちづくり活動の拠点としての活用を目的として、市民の保存運動により公設民営施設として設置され、まちづくりの拠点ともなっている。

## 沿革
- 1996年（平成8年） - 伊勢河崎・蔵バンクの会発足[2][3]。
- 1997年（平成9年） - 蔵バンクの会が旧小川商家を買い上げ、伊勢市と協議の結果、市が土地を購入し建物を修復することになる[3]。
- 1999年（平成11年） - 特定非営利活動（NPO）法人・伊勢河崎まちづくり衆設立[3]。
- 2001年（平成13年） - 伊勢市による2ヵ年の修復工事が始まる。敷地内の12棟の建物が国の登録有形文化財に登録される[2]。
- 2002年（平成14年）8月25日 - 伊勢河崎商人館開館。NPO法人伊勢河崎まちづくり衆による運営開始[2][3]。
- 2006年（平成18年） - 伊勢市 の指定管理施設に指定される[2]。

## 施設

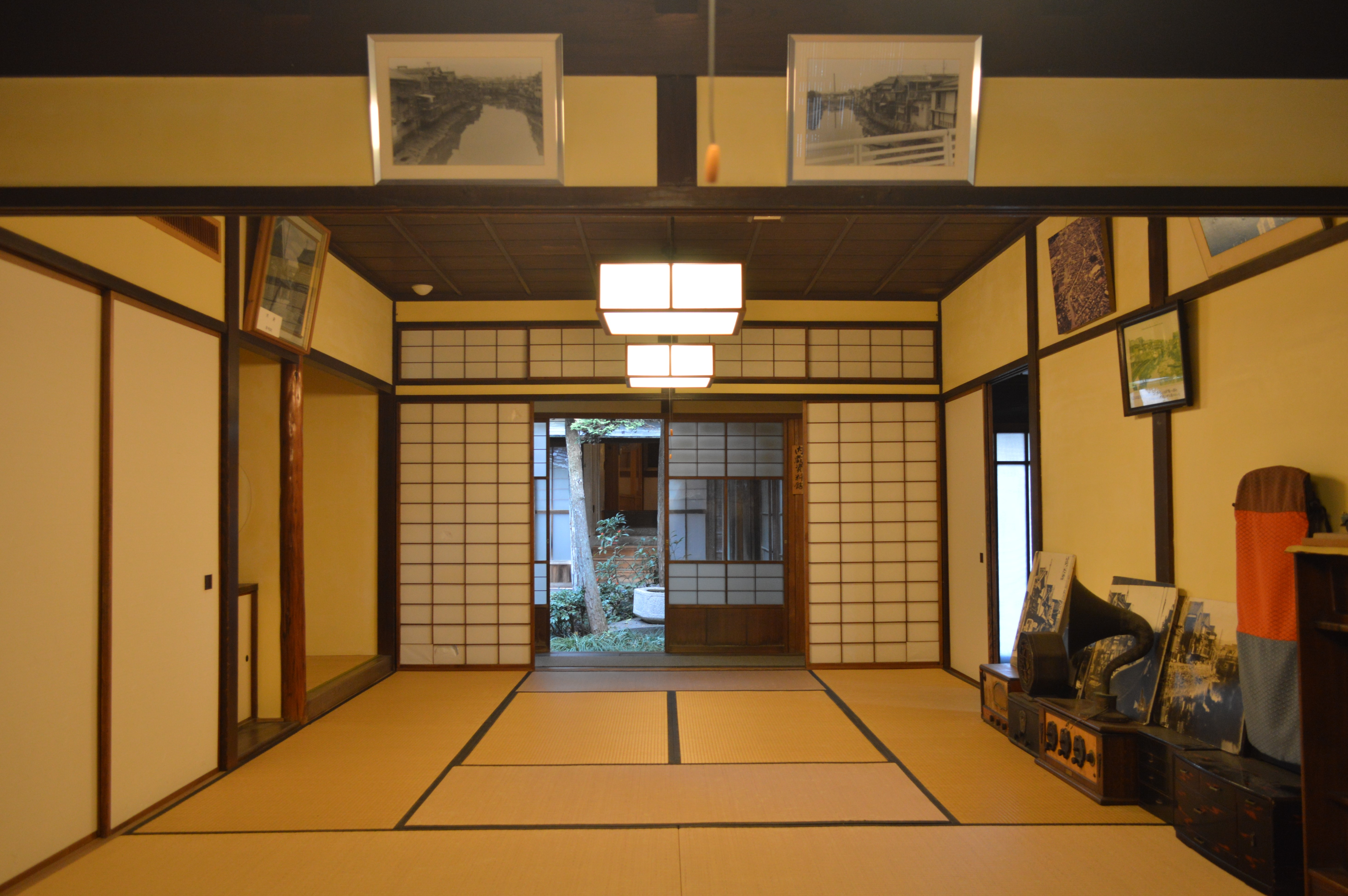
母屋

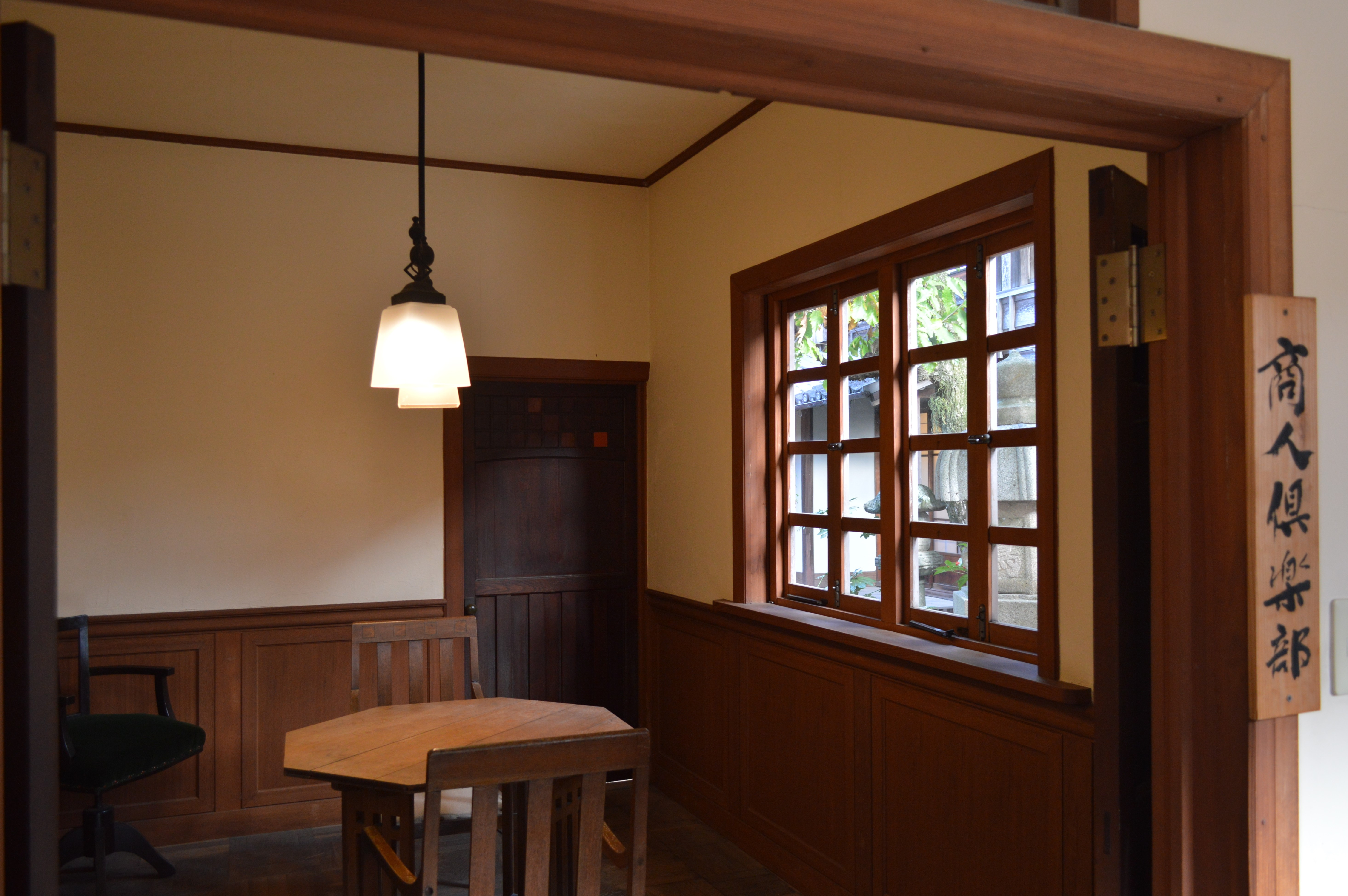
商人倶楽部

江戸時代・明治時代に建築された蔵7棟、町家2棟からなり、伊勢河崎を代表する商家の和室・京都の裏千家咄々斎（とつとつさい）の茶室の写しなどを見学することができる。また、常設で当時の暮らしを支えた商業の道具や記録を展示している。

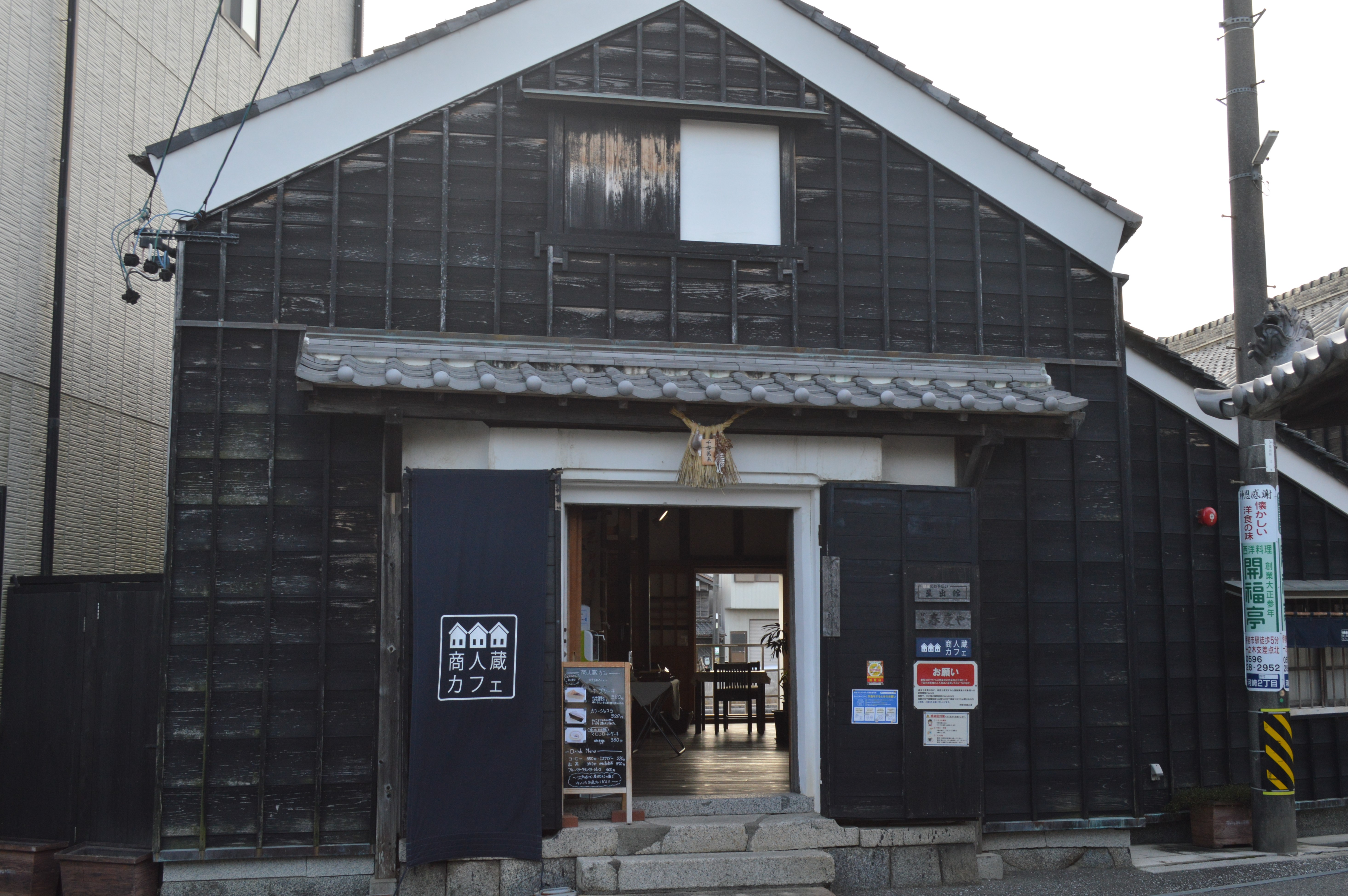
河崎商人蔵
川に面して建つ酒類の商品蔵を生かした店舗。日常で使う雑貨、食品を中心とした販売と展示。
壱の蔵(慶応3年-1867)
カフェコーナー併設
弐の蔵(明治25年-1892)
参の蔵(明治後期)
修景池
河川改修前の川沿い景観を残した水辺で、かつての蔵と川の河岸の姿が見られる。
母屋(明治25年-1892)
通り土間のある河崎を代表する商家の間取りの建物。
和室
河崎を代表する商家の和室。
茶室
京都の裏千家の茶室である、咄々斎 (とつとつさい)の写しの茶屋（明治末期）。
内蔵資料館
伊勢の学芸の資料とそれを支えた商業の道具と記録を展示（天保6年-1835）。
河崎角吾座（かどござ）
アワビの粕漬け等の商品製造場だった蔵で、イベントやギャラリーなどのための多目的スペース。名前はかつて河崎にあった芝居小屋に因む。
河崎まちなみ館(明治5年-1872)
立派な木材（欅材）で作られた土蔵。日本最古の紙幣である山田羽書をはじめ伊勢と河崎の歴史と文化の資料を展示。
- 1階・・・企画展示室
- 2階・・・常設展示室(山田羽書＆河崎の歴史資料を展示)

サイダー検査室(昭和初期)
サイダー濾過施設
明治42年～昭和50年初期までエスサイダーの名称で製造していた記憶を示す施設。
収蔵庫(寛保元年-1741)
伊勢と河崎の古文書、古器物等地域の歴史文化資料を保全する収蔵庫。
河崎文庫(天保年間-1830～43)
従業員の休憩室だった処で古文書など資料整理のための蔵前和室として活用。
商人倶楽部(大正13年)
大正、昭和初期のモダニズムスタイルの暖炉を持つ和洋折衷の応接間
離れ（昭和中期）
昭和の中頃に建てられた離れ。まちなみ広場のイベントのバックスペースとして活用。
まちなみ広場
エスサイダー製造場と出荷通路の部分を広場にしたもので、市やイベントを開催。
河崎厠（平成14年）
商人館の整備に合わせて設置された土蔵風の車椅子対応の公衆トイレ。

## 登録有形文化財
以下の12棟が国の登録有形文化財として2001年（平成13年）8月28日登録、同年9月14日告示された。
伊勢河崎商人館主屋
　登録有形文化財(建造物)・産業3次
伊勢河崎商人館応接室及び前室
　登録有形文化財(建造物)・産業2次
伊勢河崎商人館離れ
　登録有形文化財(建造物)・住宅
伊勢河崎商人館サイダー検査室
　登録有形文化財(建造物)・産業2次
伊勢河崎商人館サイダーろ過施設
　登録有形文化財(建造物)・産業2次
伊勢河崎商人館内蔵一
　登録有形文化財(建造物)・住宅
伊勢河崎商人館内蔵二
　登録有形文化財(建造物)・住宅
伊勢河崎商人館南蔵一
　登録有形文化財(建造物)・産業3次
伊勢河崎商人館南蔵二
　登録有形文化財(建造物)・産業3次
伊勢河崎商人館南蔵三
　登録有形文化財(建造物)・産業3次
伊勢河崎商人館北蔵一
　登録有形文化財(建造物)・住宅
伊勢河崎商人館北蔵二
　登録有形文化財(建造物)・産業3次

## 所蔵資料
1.伊勢河崎所蔵文書
三重県伊勢市の河崎 (伊勢市)地区から集められた文書で構成された文書群。河崎 (伊勢市)地区では1974年（昭和49年）7月7日に起きた七夕豪雨とそれに伴う水害を受けて、1976年（昭和51年）から同地区を流れる勢田川に対して改修工事が実施されることになった。この際、複数の家から提供された古文書により構成されている。その後、管理者による変遷を経て、2010年（平成22年）4月に伊勢河崎商人館の所蔵に帰した。なお以上のような経緯で収集されたのであるが、河崎 (伊勢市)で取り集められた段階で混交してしまったらしく、それぞれが河崎の如何なる家々で伝わった文書であったのかは不明である。時期的には1795年（寛政7年）から1918年（大正7年）までで、大半は近世文書で占められている。この近世文書についてはその内容から①河崎町関係②山田奉行所関係の2種類に分けることができる。
2．藤井家文書
河崎 (伊勢市)地区で魚問屋を営んでいた藤井家に伝来した文書群である。これらは長らく同家において伝来してきたものであるが、平成16年度企画展「伊勢の船と海産物問屋―伊勢河崎をめぐる交易Ⅰ―」開催に際し、子孫の意向により2004年(平成16年)6月に寄贈を受けた。総件数は20件で、点数も同じく20点である。時期的には1820年（文政3年）から1882年（明治15年）までで、大半は近世文書で構成されている。

## 利用情報
- 開館時間 - 午前9時30分
- 閉館時間 - 午後5時00分
- 休館日 - 毎週火曜日（火曜日が祝日の場合翌日）
- 入館料 - 大人300円、高校・大学生200円、小・中学生100円